# Gideon Quineau
Gideon Quineau, född 1675 i Châteaudun, Frankrike, död 17 februari 1719 i Kils by, Lurs socken, Göteborgs och Bohus län, var en fransk tecknare, kopparstickare och förläggare.
Quineau vistades i Amsterdam 1705-1718 och var där anställd av förläggaren F Halma. Han anställdes 1718 som kopparstickare i svenska hovets tjänst genom ett kontrakt där han mot en årlig lön om 2000 holländska gulden samt husrum och ved förband sig att arbeta vid hovet under sex år. Han erhöll respengar men avled under resan till Stockholm. Quineau är representerad vid Nationalmuseum i Stockholm.